# بخش بری، شهرستان پنینگتون، مینه سوتا
بخش بری (به انگلیسی: Bray Township) یک منطقهٔ مسکونی در ایالات متحده آمریکا است که در شهرستان پنینگتن، مینه‌سوتا واقع شده‌است.
 بخش بری ۹۳٫۵ کیلومتر مربع مساحت و ۷۳ نفر جمعیت دارد و ۳۱۱ متر بالاتر از سطح دریا واقع شده‌است.